# Гуїн (Алабама)
Гуїн (англ. Guin) — місто (англ. city) в США, в окрузі Меріон штату Алабама. Населення — 2195 осіб (2020).

## Географія
Гуїн розташований за координатами 33°58′59″ пн. ш. 87°54′6″ зх. д. / 33.98306° пн. ш. 87.90167° зх. д. (33.982923, -87.901804).  За даними Бюро перепису населення США в 2010 році місто мало площу 38,73 км², уся площа — суходіл.

## Демографія
Згідно з переписом 2010 року, у місті мешкало 2376 осіб у 1029 домогосподарствах у складі 647 родин. Густота населення становила 61 особа/км².  Було 1119 помешкань (29/км²).
Расовий склад населення:
| - 86,9 % — білих - 10,9 % — чорних або афроамериканців - 0,1 % — азіатів |

До двох чи більше рас належало 1,4 %. Частка іспаномовних становила 1,3 % від усіх жителів.
За віковим діапазоном населення розподілялося таким чином: 22,8 % — особи молодші 18 років, 56,3 % — особи у віці 18—64 років, 20,9 % — особи у віці 65 років та старші. Медіана віку мешканця становила 43,3 року. На 100 осіб жіночої статі у місті припадало 86,8 чоловіків;  на 100 жінок у віці від 18 років та старших — 79,6 чоловіків також старших 18 років.
Середній дохід на одне домашнє господарство  становив 36 139 доларів США (медіана — 23 000), а середній дохід на одну сім'ю — 42 503 долари (медіана — 31 750). Медіана доходів становила 37 250 доларів для чоловіків та 28 917 доларів для жінок. За межею бідності перебувало 37,5 % осіб, у тому числі 63,0 % дітей у віці до 18 років та 9,8 % осіб у віці 65 років та старших.
Цивільне працевлаштоване населення становило 724 особи. Основні галузі зайнятості: виробництво — 26,7 %, освіта, охорона здоров'я та соціальна допомога — 19,1 %, роздрібна торгівля — 16,2 %.